# Yuji Iwahara
Yuji Iwahara (岩原 裕二, Iwahara Yūji), nascut a Memanbetsu (Hokkaido, Japó), és un dibuixant de manga conegut a Occident per les seves obres King of Thorn i Chikyu Misaki. De la primera també es va fer una adaptació cinematogràfica l'any 2009.

## Obres
- Dimension W (2011)
- Darker than Black (2009)
- Alex Black (2008)
- Cat Paradise (2006)
- Wreckage X (2004)
- King of Thorn (2002)
- The Wolf eyes (2001)
- Chikyu Misaki (2001)
- Koudelka (1999)